# (3640) Gostin
(3640) Gostin es un asteroide perteneciente al cinturón de asteroides, descubierto el 11 de octubre de 1985 por Carolyn Shoemaker desde el Observatorio del Monte Palomar, Estados Unidos.

## Designación y nombre
Designado provisionalmente como 1985 TR3. Fue nombrado Gostin en honor al geólogo australiano Victor A. Gostin.